# Gewone muurwesp
De gewone muurwesp (Ancistrocerus parietum) is een vliesvleugelig insect uit de familie van de plooivleugelwespen (Vespidae). De wetenschappelijke naam is gepubliceerd in 1758 door Linnaeus in de tiende editie van Systema naturae.
De gewone muurwesp is een sluipwesp die rupsen van nachtvlinders vangt, en deze vervolgens samen met een ei inmetselt in gaten.